# ITVニュース (イギリス)
ITVニュース（ITV News）は、イギリス・ITVのニュース番組のブランド。ITVにはテレビニュースの長い伝統がある。インディペンデント・テレビジョン・ニュース（ITN）は、1955年に同ネットワークにニュース放送を提供するために設立され、それ以来、ITVの全てのニュース番組を制作し続けている。このチャンネルのニュース報道は、ロイヤル・テレビジョン・ソサエティ、エミー賞、BAFTAから賞を受賞している。2004年から2008年にかけて、『ITVイブニングニュース』は「RTSニュース・プログラム・オブ・ザ・イヤー（RTS News Programme of the Year）」の称号を獲得した。旗艦番組である『ITV News at Ten』はBAFTA賞を数多く受賞しており、2011年、2015年、2021年、2022年には「RTSニュース・プログラム・オブ・ザ・イヤー」にも選ばれている。
ITVニュースはイギリスでBBCニュースに次いで2番目に大きなテレビニュース視聴者数を誇っている（Sky News、チャンネル4ニュース、チャンネル5ニュースなどの他の放送局がこれに続く）。しかし、年間4,300万ポンドのニュース予算は、ニュース収集に年間8,950万ポンドを費やし、ローリングニュースチャンネルにさらに2,310万ポンドを費やしている公的資金によるBBCの予算に比べると小さく見える。
当初、ITVの全ての全国ニュース番組には ITN独自のブランドを持っていた。1990年代半ば以降、ITVネットワークが統合されるにつれて、ITVニュースブランドの導入に伴い、ニュース番組のITNブランドは1999年3月8日に最終的に廃止された。ITNは引き続き、全てのITV全国ニュース番組のプロデューサーである。

## 歴史
ITNは、今後開始される商業テレビサービスのインディペンデント・テレビジョン（Independent Television：独立テレビジョン、ITV）に新しいタイプのニュースサービスを提供するために、独立テレビジョン公社によって設立された。ITNとITVはどちらも1955年9月22日に開始され、ニュースサービスはすぐに映像内のニュースキャスターとリポーターパッケージを導入することで新境地を開拓した（ちなみに、ITNのレギュラーニュースキャスターと記者の最初の名簿には、マラソンランナーのクリストファー・チャタウェイ、ロビン・デイ、レジナルド・ボサンケットが含まれていた）。
ロビン・デイのユニークで探究的な報道スタイルは政治家たちに衝撃を与え、情報を求めて絶えず質問されることになったが、これはBBCには決して当てはまらなかった。ITNは、1956年にイギリス初の女性ニュースリーダー、バーバラ・マンデルを輩出したことも誇っている。1960年代に入ると、編集長のジェフリー・コックス指導の下、ジョージ・フィッチ、アラステア・バーネット、ゴードン・ハニカム、ヒュー・トーマス、サンディ・ゴールなどの記者がニュースキャスター志望として台頭した。
最初のITNロゴは、大きな「T」の両側に「I」と「N」（全て白抜きの円で囲まれた文字）が配置されており、1955年から1970年まで使用された。初代のITNテーマ曲は、1955年から1982年まで使用されたジョン・マルコム作曲の軽音楽「Non-Stop」の抜粋だった。年が経つにつれて、独自のテーマ音楽と特定のブランディングを備えた完全版のITNニュース番組が開始され（最初は『News at Ten』、次に『ファースト・リポート（First Report）』、最後に『News at 5.45』）、つまり末期には、「Non-Stop」は主に週末の一般的なニュース放送でのみ使用されるようになった。
1967年、ITN編集長のジェフリー・コックスは、平日夜にITVに30分間のニュース放送を開始することを提案した。しかし、ITV幹部は、視聴者は毎週月曜日から金曜日まで30分間のニュースを望んでいないのではないかと考えられていたため、その考えに懐疑的だった（それまでイギリスには30分間のニュース番組が、1964年に開始されたBBC2の『ニュースルーム』しかなかった）。しかし、このアイデアは13週間の試行放送を条件に承認され、同年7月3日に『News at Ten』が誕生した。ITNのヘッドニュースキャスターであるアラステア・バーネット、アンドリュー・ガードナー、ジョージ・フィッチが最初の『News at Ten』を務めたところ、視聴者の間で非常に人気となり、最初の13週間が経過した後も番組表に残された。番組のタイトルには、ジョニー・ピアソンが作曲した劇的な音楽「The Awakening」の抜粋が使用されていた。愛情を込めて「the bongs」として知られているウェストミンスター時計塔の有名なチャイムが各ヘッドラインを区切って読み上げられた。初期のオープニングのタイトルシーケンスは単純すぎて、最初の2年間、ITNのシンボルは、「News at 10」というキャプションと共に、デスクに座る2人のニュースキャスターを映す広いスタジオショットに消えていった。そして1969年に、国会議事堂をゆっくりとパンした後、「ビッグ・ベン」の時計盤に鋭いズームが続き、22:00の時刻が表示される新しいタイトルシーケンスが導入された。「Independent Television News」というテキストがシーケンスの最初に表示され、続いて「NEWS」、「at」、「TEN」という個々の単語がタイトル音楽に合わせて表示される。1年後、このシーケンスは冒頭に新しいITNロゴをフィーチャーするように修正された。1970年に導入されたロゴは、「ITN」というフレーズのシンプルなサンセリフの輪郭だった。ロゴの基本コンセプトは現在も受け継がれている。
1972年10月16日、ロバート・キーが務め、12:40から13:00まで放送された20分間の昼の番組『ファースト・リポート』がITVのスケジュールに導入された。これに続いて、1976年9月6日には、17:45から18:00まで放送される新しい夕方の番組『News at 545』が導入された。マイケル・ニコルソンとレナード・パーキンが交互にニュースキャスターの椅子に座った。この時点までに、一日を通して3つのレギュラーのITN番組があり、それぞれに独自の外観と特別に作曲された音楽があり、最初のITNのテーマ音楽「Non-Stop」は一般的なサマリーと週末の放送でしか見られなかった。1982年、最終的に合成された代替曲に置き換えられた。
『ファースト・リポート』は1976年に13:00に移動、『News at One』と改題された、レナード・パーキンとピーター・シッソンズが交互にプレゼンターの椅子に座った。マイケル・ニコルソンは引き続き『News at 545』のメインニュースキャスターを務め、マーティン・ルイスがパーキンに代わってリリーフプレゼンターを務めた。1986年、ニコルソンは戦争報道に戻るためにキャスターを辞め、アラステア・スチュワートが後任となった。レナード・パーキンは1987年に引退し、ピーター・シッソンズはITNの『チャンネル4ニュース』のメインニュースキャスターになり（1989年にBBCに移籍する前）、番組が刷新されたのはこの時点だった。同番組は12:30に移動し、適宜『News at 12:30』となった。ジュリア・サマヴィルがBBCの『Nine O'Clock News』からITNに加わり、ジョン・スーシェとジョン・スノウがリリーフプレゼンターを務めた新番組を務めた。1988年、元の枠に戻り、再び『News at One』となったが、プレゼンターのラインナップは変更されなかった。1989年、サマヴィルは同番組を離れて『News at Ten』のメインプレゼンターに、スーシェが昼のメインニュースキャスターとなり、番組は再び刷新された。1991年に12:30枠に戻ったが、スタジオセットはそのまま残された。1993年に、他のITNのニュース放送と一致するようにグラフィックがリニューアルされた。
1989年に『News at 545』は『News at 540』に置き換えられ（ITVナショナル・ウェザーの導入に続いて）、キャロル・バーンズ、ニコラス・オーウェン、トレバー・マクドナルド、フィオナ・アームストロング、アラステア・スチュワートからなる新しいプレゼンターチームが結成された。同番組は1992年3月まで続き、その後、他のITN番組に合わせて名前が変更され、リニューアルされた。
『News at Ten』は引き続きテレビで最も人気のあるニュース番組として評価されている。1988年、カメラが「ビッグ・ベン」の文字盤で停止するまでテムズ川を遡り、ロンドンを飛行するコンピューター生成の特別に作成されたオープニングタイトルを開始した。
1980年代のITNのレギュラーニュースキャスターチームには、アラステア・バーネット、サンディ・ゴール、レナード・パーキン、アラステア・スチュワート、トレバー・マクドナルド、ジュリア・サマヴィル、キャロル・バーンズ、フィオナ・アームストロング、ジョン・スーシェ、ニコラス・オーウェン、及び多くの有名な記者や特派員が含まれていた。
1991年、ITNはロンドンのグレイズ・イン・ロード（Gray's Inn Road）にある新しい建物（かつては「サンデー・タイムズ」が所有していた建物）に移転した。この年からITNのニュース番組が刷新され、ITN番組に新たに導入されたセリフ体など、独自のスタジオと音楽を継続しながら新たなリニューアルの要素を取り入れた昼の番組を除き、新しく購入した本社の印象的なアトリウムを中心に、ITVニュースルームから放送されるようになった。『News at 12:30』自体は1992年に『ランチタイムニュース（Lunchtime News）』に改名された。同年から1995年までの昼のメインニュースキャスターは、ニコラス・オーウェンとキャロル・バーンズだった。ダーモット・マーナハン、ソニア・ルゼラー、ジュリア・サマヴィルは1995年までリリーフキャスターを務め、1995年にマーナハンとサマヴィルが同番組のレギュラーキャスターとなった。
『News at 540』は1992年3月2日に『アーリーイブニングニュース（Early Evening News）』に改名され、ITNアトリウムに隣接するITVニュースルームから放送された。ジョン・スーシェは『アーリーイブニングニュース』のメインニュースキャスターであり、リリーフプレゼンターにはキャロル・バーンズ、ニコラス・オーウェン、ダーモット・マーナハンが含まれていた。
『News at Ten』は、ニュースキャスターのアラステア・バーネット（1991年8月）とサンディ・ゴール（1992年初め、『News at Ten』の戦争特別報道を担当するためにITNに残った）の降板後、1992年11月9日に刷新された。同番組のために、テレビモニター、大型ビデオスクリーン、「News at Ten」と刻まれた湾曲した机を備えた新しいセットが作成された。トレバー・マクドナルドが番組唯一のニュースキャスターとなった。ジョン・スーシェ、ダーモット・マーナハン、ジュリア・サマヴィルがリリーフプレゼンターを務めた。当初、新しい外観の『News at Ten』は、ITVニュースルームに隣接する『アーリーイブニングニュース』と同じスタジオから放送された。
1995年、ITNの全ての番組は青（当時のITNのコーポレートカラー）を使用した統一された外観でリニューアルした。新しいセットは、アトリウムに隣接し、ITVニュースルームの隣にある、かつての『アーリーイブニングニュース』スタジオに作成された。ガラスの壁は半透明の青いパースペックスでコーティングされており、左側の壁はITNの建物のロビーに面しており、右側の壁はITVニュースルームの忙しい雰囲気を示していた。テーマ音楽の様々なバリエーションが主要な番組を区別した。デザイン会社のランビー＝ネアンが新しい外観を考案し、有名な『News at Ten』の音楽を特別にアレンジして他の番組に使用した（作曲はデイブ・ヒューソン）。
1999年には、ITVのニュース放送に最大かつ最大の変化が見られた。同年3月8日、全てのITN番組は「ITV News（ITVニュース）」という名前に変更された。グラナダ会長のチャールズ・アレン（Charles Allen）指揮の下、同チャンネルはまた、物議を醸した旗艦番組『News at Ten』の打ち切りを決定した。22:00の番組（そして古い17:40の『News at 540』）に代わるITNの旗艦番組は、18:30の『ITVイブニングニュース（ITV Evening News）』（トレバー・マクドナルドが務める）だった。ダーモット・マーナハンが務め、平日夜23:00に放送される『ITVナイトリーニュース（ITV Nightly News）』も導入された。しかし、『News at Ten』の喪失は、ITVとITNの両方にとって大きな打撃となった。2000年初めまでに、22:00の番組がなくなったため、ITVのニュース番組の視聴者数は約100万人減少した。規制当局のITCはITVに対し、新しいニュース時間帯とそれが機能しているかどうかを見直すよう命じた。ITVに対しては、視聴者、ジェラルド・カウフマンなどの政治家、編集長のナイジェル・ライアン（Nigel Ryan）やニュースキャスターのアラステア・バーネットなどの元ITNの顔、そして政治担当編集長のマイケル・ブランソンを含む当時のITN現スタッフの一部から多くの反対があった。ITCとの長い戦いの後、中途半端な『ITV News at Ten』（マクドナルドが務める）が2001年1月に導入されたが、協定の一環として、他の番組に合わせて週3日間22:00にのみ放映された。同番組は800万人の視聴者を獲得して戻ってきたが、すぐに数字は大幅に減少した。
1999年の『News at Ten』の喪失を利用して、BBC会長のグレッグ・ダイクは、『Nine O'Clock News』を22:00に移動すると発表した。2001年の『ITV News at Ten』は22:00に週3日のみ放送されたが、BBCの『Ten O'Clock News』は週6日、22:00にしっかりと放送された。ITVがこの『ITV News at Ten』を時間通りに開始することは殆どなく、開始時間が21:55から22:10までだったため、『News at When?（何時のニュース?）』と軽蔑され、視聴者はすぐにBBCに切り替えた。また、2001年には、番組開始時のナレーションや記者のネームチェックからITNの名前が削除された。ITNの名前とロゴは現在、制作スライドにのみ表示されており、他のクライアントのために勤務しているITNカメラチームによって撮影された映像を参照する場合にITV番組でのみ使用される（例:ITNの名前は、『News at Ten』と『チャンネル4ニュース』の両方が同じ映像を放送する場合に使用される）。
2003年にイラクで戦争が勃発すると、ITVは、『ITV News at Ten』を45分間の特別番組『ITV News at Nine』に置き換え、毎週月曜日から金曜日までクウェート市のトレバー・マクドナルドとロンドンのITVニューススタジオのジョン・スーシェが務めた。『News at Nine』は非常に人気があり、BBCの深夜ニュースの視聴者数が500～600万人だったのに対し、初日の夜の視聴者数は910万人に達した。『ITVイブニングニュース』は60分間に延長され、様々なITVニュース特別番組が全日程を通して放送された。ITVニュースチャンネルの同時放送は、ITV1で毎晩0:00から5:30まで放送された。ITNはまた、アラステア・スチュワート、キャロル・バーンズ、アンジェラ・リッポン、ジョン・ニコルソン、アン・ルーカーズ（Anne Leuchars）といった大物ニュースキャスターたちに、ITVで戦争特別報道を行うために組織に戻るよう説得することに成功し、全員、ITVニュースチャンネルのニュース放送やレギュラー枠に戻った。
2004年以来、ITV plcのITN株の40%はITVニュース・グループ（ITV News Group）の一部として保有されてきた（そして同社のITVニュース事業はITVニュース・グループに統合された）。ITVニュース・グループは、イングランド、ウェールズ、北アイルランド、チャンネル諸島のITV地域とITVスポーツ（ITV Sport）でも構成されている。ディレクターは、かつてITNで番組編集長を務めていたマイケル・ジャーミー（Michael Jermey）である。
2004年2月2日、プレゼンターが前に立って視聴者にグラフィックを見せるための丸い緑色のスクリーン（このセットは「Theatre of News」と呼ばれていた）を備えた100万ポンドのバーチャルスタジオを発表した。刷新の一環として、『ITV News at Ten』は低視聴率のため打ち切られ、再びマクドナルド（月曜日から木曜日）と、金曜日にマーク・オースティンが務める『News at Ten Thirty』に置き換えられた。新番組の視聴率はそれほど良くなく、『News at Ten』はかつて1,000万人以上の視聴者を獲得していたが、『News at Ten Thirty』では一晩で200万人の視聴者を獲得するのに苦労していた（ただし、旗艦の『ITVイブニングニュース』は定期的に約600万人の視聴者を集めていた）。さらに、ITVは2005年末に「商業的に成り立たない」として、24時間ニュースチャンネルを廃止した。ITVニュースチャンネルは、2006年3月に男性向けチャンネル「ITV4」と最近開設されたチャンネル「CITV」に置き換えられた。
2006年1月16日、新しいITVロゴの発表を反映して、ティール色の外観に刷新された。音楽は少し「重く」なるようにリミックスされ、有名なビッグ・ベンの時計の文字盤に基づいて新しいオープニングタイトルが作成された（右を参照）。ITNアトリウムの特別に作られたVRビューが「Theatre of News」画面を飾った（かつてのバージョンは1年前にITVの『Election 2005』で使用されていた）。同年11月に、ネームストラップのデザインや、アトリウムのデザインを含むその他の画面上のグラフィックのティール色が青に置き換えられた。ティール色のオープニングタイトルとスティングは変更されなかった。
2007年4月、ITNは、ITVが2億5,000万ポンドの費用でITVニュースを制作する6年間の契約を結んだと発表した。しかし、ITNは、既に2つの主要なライバルであるBBCニュースとSky Newsよりも少ない予算で事業を運営しているにもかかわらず、新しい予算は人員を削減しなければならないことを意味すると発表した。
2007年12月2日、ITVニュースとITV地域ニュースルームは従来の4:3形式から16:9ワイドスクリーンに切り替えた。
2007年、ITV plcの新たに会長に任命されたマイケル・グレードは、最初の『News at Ten』の打ち切りは「ITVが犯した最悪の間違い」であると述べたと報じられ、その後間もなく、この有名な番組がITVに戻る計画が立てられた。『News at Ten』は2008年1月14日に最初のテーマ曲の改訂版と共に復活し、トレバー・マクドナルド（同年11月まで一時的に、その後はマーク・オースティンが引き継いだ）と元Sky Newsプレゼンターのジュリー・エチンガムが務めた。スタジオには、ダークブルーとブラックが主な配色で、夜間のロンドンのVRビュー（ビッグ・ベンの文字盤の輪郭が上に重ねられている）が含まれていた。VRガラスの「シート」には「News at Ten」のロゴも表示される。
2007年、「ガーディアン」は、ITVがグラフィックを削減し、ニュースキャスターが立ち上がるのではなく机の後ろから伝えるというよりフォーマルなスタイルを採用することで、ニュース出力を「基本に戻す」ことを計画していると報じた。このことは、2009年2月9日にITNがITVニュースを更新して『News at Ten』スタジオセットとより一致するようにした時に確認された。全てのニュース放送は机の後ろから伝え始め、ロンドンのVRビューが背景として表示された（時間帯に応じて異なる色のバージョンが使用された）。全ての番組にわたって一貫した外観を継続し、VRガラススクリーンもスタジオに登場し、グラフィックと特派員や記者とのライブリンクを提供した。2006年のティール色のグラフィックの殆ど全てが、ITVニュースの残りの外観とある程度の一貫性を持たせるために、再加工された青いバージョンに置き換えられたが、ティール色の文字盤のオープニングアニメーションはITVニュースブランドの番組に残された。ジブカメラがスタジオ全体をパンすることで、かつてのタイトルシーケンスが置き換えられた。達成するのが難しいショットであり、他のスタジオカメラが既に設置されている場合には実行できないため、これらのショットは送信の10～15分前に事前録画された。
2009年7月、NASAの月面着陸40周年に合わせて、ITNはITV向けに『Mission to the Moon – News from 1969』というタイトルの10分間の特別番組を5つ制作した。番組はニュース放送の形式をとり、1969年のその日の出来事をリポートした。元ITNニュースキャスターのジョン・スーシェがこれらの特別番組のプレゼンターだった。スーシェは、アンドレア・キャザーウッド（2006年にITVニュースを退社）や、1962年から1979年までITNニュースキャスター兼特派員を務めたピーター・スノウを含む特派員チームの援助を受けた。最初の『Mission to the Moon』は、7月15日水曜日の22:35にITVで放送され、その後木曜日、金曜日、日曜日、月曜日（スコットランドではSTVで金曜日）と続けられた。
2009年8月、16年間『ロンドン・トゥナイト』の共同ホストを務めたアラステア・スチュワートが地域マガジン番組を降板し、『ITVイブニングニュース』のメイン共同アンカーに就任することが発表された。マーク・オースティンは引き続き、18:30の番組の一部の版を務めた。また、2008年に『Election Night Live: America Decides』のプレゼンターとして成功を収めた後、スチュワートは2010年にイギリス総選挙のITN/ITV報道を務めることになっていたことも明らかになった。
半円形の「Theatre of News」スタジオセットは5年間使用され、最後に放送されたのは2009年11月1日日曜日だった。

2009年10月22日、ITNとITVは共同で、ITVニュースのブランド名が同年11月2日月曜日から変更されると発表した。刷新の中心は、『News at Ten』を含むITVニュース番組のオープニングシーケンスからビッグ・ベンの時計塔の有名な画像を削除することであった。ITV幹部らは「数ヶ月間の検討」を経て、このランドマークの映像が首都外の視聴者にロンドン中心性を促進していると感じた。文字盤はスタジオの背景の一部として残り、オープニングタイトルにも表示され、ヘッドラインの「ゴーン」という音もそのまま残された。11月のリニューアルには、ITV1のイメージとブランドを補完する黒と金の配色を特徴とする、新しくデザインされた長方形のセットとグラフィックが含まれていた。かつてのITVニュースのテーマである「The Awakening」のいくつかの要素のみを取り入れたものだった「News Centre」と呼ばれる新しく作曲された音楽が導入された。ITVニュースの刷新は、ITN、ITV、デザイン会社のブルース・ダンロップ・アソシエイツ（Bruce Dunlop Associates）によって開発された。ITV-plcの地域ニュース番組は、2004年に導入されたスタジオセットを引き続き使用したが、カラースキームとニュースタイトルは ITVニュースのリブランドを反映して更新された。
2009年12月、『ITV News at Ten』がプレーン・イングリッシュ賞（Plain English Awards）の「最優秀全国テレビ番組（Best National Television Programme）」賞を受賞した。
2010年4月、ITNで12年間勤務したケイティ・デラムがITNを退社し、BBC TwoとBBCラジオ3のプロムス（Proms）中継のフロントを務めることが発表された。BBCラジオ3の広報担当者はこの任命を認めたが、それ以上の詳細については明らかにしなかった。
2012年11月16日、ITVニュースが2013年1月にブランドを変更すると発表された。2012年11月27日、『ITV News at 5:30』が打ち切られ、itv.com向けのコンテンツの配信と新しい外交問題部門の設立が優先されることが分かった。新しい外観により、代表曲「The Awakening」がかつてのものよりも直接的に再アレンジされ、それぞれのニュース番組の時間をマークする「ビッグ・ベン」をフィーチャーした新しいオープニングシーケンスが生まれた。また、ITNロゴが完全に削除され、制作スライドでは代わりにITVニュースのロゴの下に小さな文字で「ITN 制作年」が表示された。
2022年1月、ITVは『イブニングニュース』を同年3月から18:30からの1時間番組に拡大すると発表した。
2022年7月には、新しいストリーミングサービス「ITVX」の開始に伴い、同プラットフォームにITVニュース24時間365日のサービスが提供される予定であると報じられた。同サービスは、ITVニュースを24時間提供するほか、詳細な調査、説明、目撃者ジャーナリズムのためのオンデマンドサービスも提供する。従来のローリングニュースチャンネルではないが、「不定期」の生番組やニュース放送が含まれる。代わりに、継続的に更新されることを約束する「ビデオ・オンデマンド」コンテンツに焦点を当てる。ITVXは同年12月8日に開始された。

## 「ビッグ・ベン」ブランディング
ITNとITVニュースのトレードマークは、番組タイトルに国会議事堂のエリザベス・タワーが含まれていることと、ヘッドラインの間にビッグ・ベンのチャイム（通称「bongs」として知られている）が含まれていることである。「bongs」は元々1967年に『News at Ten』のために導入され、他のITN番組では、異なるスタジオデザイン、個別のグラフィックセット、個別の音楽が使用されていた。1992年、ニュースキャスターを1人に変更する決定を受けて『News at Ten』がリニューアルし、トレバー・マクドナルドがその役割を獲得し、作曲家のデイブ・ヒューソンが音楽変更の責任を任された。有名なテーマ曲はヒューソンによって再編曲され、僅かに高いピッチで再録音されたが、ティンパニとチャイムはそのまま残された。1995年にITNは、『News at Ten』を除く全てのITV番組に統一された外観を採用し、ビッグ・ベンの文字盤とブランドの使用をチャンネル上の全ての番組に拡張し、ヒューソンは再び音楽を作曲した。
1999年3月に、「ITV News」ブランドが導入され、『News at Ten』が打ち切られたため、「bongs」は全てのITN番組に拡張された（1つを除く全ての番組が30分から始まっているにもかかわらず）。ITNの名前は番組開始時から削除され、2001年には記者の締めくくりからも削除された。「The Awakening」は、2004年2月にITVニュースの大規模な刷新の一環として、2006年1月にはITVニュースの番組のさらなる刷新と共に再アレンジされた。2008年に『News at Ten』が復活したにもかかわらず、他の番組は引き続き「bongs」を使用した。
2009年2月、ITVニュースの番組は、『News at Ten』のブランディングと外観とより一貫性のあるものになるよう更新され、スタジオではロンドンのVRビューとビッグ・ベンの文字盤の輪郭が「Theatre of News」画面いっぱいに表示された。
2009年10月22日、ロンドン中心であるとの認識を避けるため、同年11月2日から「ビッグ・ベン」のブランドがITVニュースから削除されることが発表され、これにより、1967年以前からITVのITN番組のタイトルに時計塔が使用されなかったのは初めてとなる。しかし、「ビッグ・ベン」は完全になくなったわけではなく、文字盤は2009年から2013年までスタジオデザインの一部として残され、時計塔は2013年のオープニングシーケンスで再び見られた。

## 選挙報道
ITNは1955年の設立以来、BBCと同様、イギリスの総選挙当日とアメリカ大統領選挙の当日に徹夜で特別放送を行ってきた。『Election 64 – The Result』は、ITVの政治の顔として急速に人気を博していたアラステア・バーネットがホストを務め、視聴者の報道への興味を維持するための多くの視覚的な仕掛けが含まれていた。BBCはその「スイングメーター」デバイスでこのトレンドを始めた。ITNの1964年の報道では、BBCでの競合他社よりも早く結果を引き出すことを目的とした、バーネットによって「KDF9」と呼ばれた装置が導入された。ITNの『Election 66』は、再びバーネットがホストを務め、ハロルド・ウィルソン（労働党）とテッド・ヒース（保守党）の選挙結果を9時間にわたって報道したが、多数のデータと統計情報をもたらした2台のコンピュータマシンが使用されたとバーネットは説明しているが、「秘密にさせてもらうが、それは歌うこともできる」とも皮肉っていた。1974年の総選挙の結果は、ピーター・スノウによって『The Nation Decides』というタイトルで放送された。技術も大幅に進歩した。「VTF30」は、編みパターン機械をベースにした技術で、テレビの選挙報道史上初めて動くコンピューターグラフィックスを実現した。
アラステア・バーネットとピーター・シッソンズのチームは、1984年の欧州選挙や『Election 87』など、多くの記憶に残る選挙日の夜の番組をITVに提供したが、1992年までにITVの政治報道の様相はいくらか変わった。『Election 92』はジョン・スノウがアンカーを務め、アラステア・スチュワートがグラフィック解説を提供し、ジュリア・サマヴィルが定期的なニュースサマリーを手助けした。スチュワートとサマヴィルは、ジョナサン・ディンブルビーをアンカーとして、『Election 97』というタイトルにふさわしいジョン・メージャー対トニー・ブレア選挙の1997年のITVの報道に再び登場した。ディンブルビーは『Election 2001』と『Election 2005』に復帰し、どちらの場合もITVニュースの政治担当編集長のジョン・サージェント（2001年）とニック・ロビンソン（2005年）、全国の投票所の特派員とニュースキャスターのチームの支援を受けた。
2008年11月のアメリカ大統領選挙は、ITNによってITVネットワークの23:15から翌6:00まで『Election Night Live: America Decides』というタイトルの番組で取り上げられ、ITNは同じ報道機関であるNBCニュースと協力した。アラステア・スチュワートがロンドンのスタジオからホストを務め、MORI創設者のボブ・ウースターとスタジオゲストのチームが夜間を通してサポートした。ジュリー・エチンガム、ジェームス・メイツ、ビル・ニーリー、ジョン・アーバインがアメリカから極めて重要な放送とリポートの任務を提供した。スチュワートはまた、2009年の欧州選挙に関するITNの報道を務め、ニュースキャスターでITVニュース選挙アナリストのコリン・ラリングスとスタジオで親密な関係を築いた。政治担当編集長のトム・ブラッドビーと上級政治担当記者のクリス・シップが定期的に最新情報を提供し、記者チームが全国で集計された結果を発表した。
2010年のイギリス総選挙の選挙運動は、ITVによって『Campaign 2010』というタイトルで取り上げられ、全てのニュース及び時事番組で目立つようになった。ITN記者とニュースキャスターによる番組『トゥナイト』の選挙をテーマにした特別版が放送された。アラステア・スチュワートは、4月15日の20:30から22:00まで放送された、イギリスの政党指導者による史上初の討論会『The First Election Debate』のモデレーターを務めた。この日から毎週の討論番組『Campaign 2010 with Jonathan Dimbleby』も始まった。数週間にわたる特別番組は、5月6日のITVの選挙日夜の報道『Election 2010』で最高潮に達し、21:55から翌6:00まで放送され、アラステア・スチュワートが務めた。ジュリー・エチンガムは伝統的なITV選挙日の夜のグラフィックを務め、メアリー・ナイチンゲールはテムズ川のほとりでITV選挙パーティーのホストを務め、ITVニュース選挙アナリストのコリン・ラリングスは全ての重要な擬態学的情報を提供した。GMTVは5月7日の番組全体を選挙に捧げ、ITVニュースキャスターのエチンガム、ナイチンゲール、ジェームス・メイツらの寄稿を行った。マーク・オースティンとケイティ・デラムはGMTVに続いて、9:25から10:50まで放送された『Election 2010』でITNの報道を続けた。その後、アラステア・スチュワートが12:30から15:00までの番組に復帰した。ITVウェールズ、STV、UTVは、それぞれのカバーエリアに関連する追加の番組を提供した。
2015年イギリス総選挙は5月7日木曜日に行われた。トム・ブラッドビーとジュリー・エチンガムは、5月7日木曜日の21:55から、ITNのメインITVニューススタジオから選挙結果に関するITVの報道のアンカーを務め、翌5月8日金曜日の6:00まで一晩中続けた。選挙アナリストで教授のコリン・ラリングスと教授のジェーン・グリーン（Jane Green）もスタジオに参加した。ニーナ・ホセイン（Nina Hossain）は、ジャーナリスト、ブロガー、政治家、専門家が選挙結果について見解を述べたITNの「オピニオンルーム（Opinion Room）」から生中継した。「オピニオンルーム」では、視聴者がFacebookやTwitterを通じて番組に意見や感想を寄せることができた。北アイルランドのUTVとスコットランドのSTVは、ベルファストとグラスゴーにあるメインスタジオから、夜間にITVのニュース報道に出入りしながら、それぞれの地域の選挙結果について独自の夜間帯報道を提供した。イギリスのその他の地域では、ITVでの夜間帯報道中に、ローカルのITVニュース番組から定期的な地域ニュースをオプトアウトしていた。
同年5月8日金曜日の6:00、ITVの朝の情報番組『グッド・モーニング・ブリテン（Good Morning Britain）』は、2014年春にスタートしたばかりの初の選挙報道スペシャルを放送した。ホストのスザンナ・リード（Susanna Reid）とベン・シェパード（Ben Shephard）はトム・ブラッドビーと共に朝の選挙結果を報道した。9:25、ITVニュースは選挙結果について独自の報道を再開し、アラステア・スチュワートとジュリー・エチンガムがアンカーデスクで午後遅くまでITVで放送した。日中は定期的に地域ニュースのオプトアウトが行われ、UTVとSTVはそれぞれの地域の選挙結果をより広範に報道した。
当時の首相テリーザ・メイ（Theresa May）は、2017年6月8日木曜日に解散総選挙を実施した。ITVニュースでは、2015年の総選挙と同じセットデザインを使用して、ITVで21:55から再びトム・ブラッドビーが務めた。教授のジェーン・グリーンとコリン・ラリングス、ロバート・ペストンとニーナ・ホセインも同席した。ブラッドビーには、元財務相ジョージ・オズボーンと元影の財務相エド・ボールズが夜通し同席した。報道は6:00からピアーズ・モーガン（Piers Morgan）とスザンナ・リードが出演する『グッド・モーニング・ブリテン』に引き継がれ、ITVニュースの報道は9:25に再開され、金曜日までジュリー・エチンガムがアンカーを務めて残りの時間はITVで放送された。
2019年の総選挙は12月12日木曜日に行われた。ITVニュースは再びトム・ブラッドビーをスタジオのメインアンカーとして迎え、2015年と2017年に使用された同様のセットデザインを再び使用したが、背景にいくつかの更新が加えられた。ITVニュースもロンドンのITN本社のアトリウムの広いスペースを選挙結果本部として使用しており、ロバート・ペストンはそこに拠点を置いていた。報道は21:55に始まり一晩中放送され、翌6:00に再び『グッド・モーニング・ブリテン』に引き継がれ、9:25から報道を再開し、ジュリー・エチンガムが金曜日までアンカーを務めた。

## 主な番組

### 全国・国際ニュース
- ITVランチタイムニュース（英語版）
- ITVイブニングニュース
- ITV News at Ten
- ITVウィークエンドニュース（英語版）

### 地域ニュース
2013年のITVニュースのブランド変更では、かつての地域ニュースタイトルに代わって、ITV plcが運営する地域ニュース番組にもブランドが拡張された。ITVの地域ニュース番組は、ITNが制作するITVロンドン地域を除き、ITV plcによって制作される。2004年にITV plcが設立されて以来、これらの地域の全地域ニュース番組は統一された外観と画面上での表示を採用しているが、構造的には合併によりITVはITVニュース・グループを設立し、ITNの全国ニュースサービスと、ITV plc及びSTVグループが提供する地域サービスで構成されている。
- カレンダー（英語版）（ITVヨークシャー（英語版））
- グラナダ・リポーツ（英語版）（ITVグラナダ（英語版））
- ITVニュース アングリア（英語版）（ITVアングリア（英語版））
- ITVニュース セントラル（英語版）（ITVセントラル（英語版））
- ITVニュース チャンネルTV（英語版）（ITVチャンネル（英語版））
- ITVニュース ロンドン（ITVロンドン、ITN制作）
- ITVニュース メリディアン（英語版）（ITVメリディアン（英語版））
- ITVニュース タイン・ティーズ（英語版）/ルックアラウンド（英語版）（ITVタイン・ティーズ&ボーダー（英語版））
- ITVニュース ウェスト・カントリー（英語版）（ITVウェスト・カントリー（英語版））
- STV News at Six（STV）
- UTVライブ（英語版）（UTV）
- ウェールズ・アット・シックス（英語版）（ITVカムリ・ウェールズ）

## 出演者
現在ITVニュースに出演しているジャーナリストは、国際担当記者、内務担当記者、政治担当記者（政治担当編集長のロバート・ペストンが率いる）、専門担当記者（スポーツ、メディア・芸術、科学・医学、消費者問題、社会問題、経済問題、外交問題を担当）に分かれている。ラゲ・オマールは国際問題担当編集長、ジェームス・メイツはヨーロッパ担当編集長を務めており、ニュース特派員のチームもいる。

## Logos

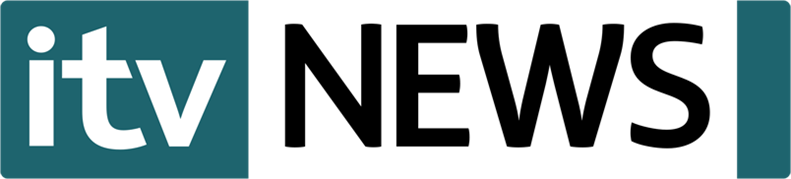
2005-2009

## 受賞
ITNは、過去50年間、ITVでのニュース報道で多くの主要な業界賞を受賞してきた。伝説的な編集長のジェフリー・コックスは、1962年にITNの最初の賞であるBAFTAを受賞した。それ以来、BAFTAは、1967年のフランシス・チチェスターの帰国から北アイルランド問題、イラン大使館包囲事件、フォークランド諸島、レバノン、湾岸での戦争、ゼーブルッヘ港フェリー事故、セルビア人キャンプの発見、ルワンダでの虐殺、モスクワホワイトハウス襲撃、旧ユーゴスラビア紛争に至るまで、ITVの報道に対して合計26の賞をITNに授与してきた。
ITN/ITVニュースは、ベスラン学校包囲事件の報道で王立テレビジョン協会（RTS）賞と「放送（Broadcast）」賞の両方を受賞し、アラステア・スチュワートは2005年に「RTSニュース・プレゼンター・オブ・ザ・イヤー（RTS News Programme of the Year）」賞を受賞した。18:30の『ITVイブニングニュース』は、2004年から4年連続で「RTSニュース・プログラム・オブ・ザ・イヤー（RTS News Program of the Year）」のタイトルを獲得した。『News at Ten』はRTSジャーナリズム賞（RTS Journalism Awards）2007/2008の賞にノミネートされたが、『BBC News at 10』に敗れた。しかし、2009年4月26日日曜日に開催されたBAFTAテレビジョン賞授賞式では、2008年の四川大地震の報道により、『News at Ten』が「ニュース報道（News Coverage）」部門で受賞した。ITNのライバルである『チャンネル4ニュース』と2つのノミネートを獲得したSky Newsと対戦した。『News at Ten』の地震報道も、2009年9月に「ニュース報道」部門で国際エミー賞を受賞した。2010年6月、同番組は同年のハイチ地震に関する報道により、BAFTA「ニュース報道」部門を2年連続で受賞した。
国内外の報道に対して70を超えるRTS賞が授与されており、その最初の受賞は1969年のアポロ11号の月面着陸だった。鉱山労働者のストライキ、イラン大使館包囲事件、トッテナム暴動、キングスクロス火災、労働党党首ジョン・スミスの死去、ダンブレーンの報道など、国内に根ざした問題は全て、RTSの「ベスト・ジャーナリズム・オブ・ザ・イヤー（Best Journalism of the Year）」に選ばれている。
アメリカでは、名誉あるエミー賞、ニューヨーク・テレビジョン・プログラム・フェスティバル（New York Television Programming Festival）、ホワイトハウス ニュース写真家協会（White House News Photographers' Association）などでITNのジャーナリズムが認められている。ITNは、1992年のセルビア人キャンプ発見で「傑出した調査ジャーナリズム（Outstanding Investigative Journalism）」の最高賞を受賞し、「ニュース・ドキュメンタリー（News and Documentary）」のエミー賞を受賞した初のアメリカ以外のニュース放送局となった。有刺鉄線の後ろで衰弱した男性たちの有名な映像は世界中に伝わり、ボスニア紛争の方向性を変えるのに役立った。
BAFTA、エミー賞、RTS賞に加え、ITN/ITVニュースは「モンテカルロ・ゴールド・ニンフ（Monte Carlo Gold Nymphs）」、フランスのニュース・フェスティバル・オブ・アンジェ（News Festival of Angers）からの賞、テレビジョン・ラジオ産業クラブ、民族多文化メディア賞（Ethnic Multicultural Media Awards）、放送記者組合（Broadcasting Press Guild）などからの賞も獲得している。